# Keleck
 (octobre 2018).
Si vous disposez d'ouvrages ou d'articles de référence ou si vous connaissez des sites web de qualité traitant du thème abordé ici, merci de compléter l'article en donnant les références utiles à sa vérifiabilité et en les liant à la section « Notes et références ».
Keleck, signant parfois Kelek (née le 9 juin 1946 à Lyon et morte le 26 janvier 2002 à Paris), était une illustratrice et une dessinatrice française de bande dessinée.

## Biographie
Autodidacte, elle signa de nombreuses couvertures de romans fantastique ou de science-fiction, notamment pour la collection Titres/SF des Éditions Jean-Claude Lattès. Son univers peuplé d'êtres blafards est extrêmement étrange et glacial. Elle participe au magazine de Bd féministe des années 70 Ah! Nana, en réalisant notamment la couverture du premier numéro. Elle réalise divers récits courts de bandes dessinées réunis en 1999 dans l'album Enfantillages.
Keleck était la compagne de l'illustrateur Jean-Michel Nicollet.

## Publications

### Albums
- Le Rejeton de l’univers (Humanoïdes associés, 1980, avec Jean-Michel Nicollet) ;
- Enfantillages (P.M.J. éditions, 1999, préface de Willem) ;

### Recueils d'illustrations
- Ersatz (Éditions Walter, 1981, avec Jean-Michel Nicollet) ;

### Livres pour enfants
- L'Arbre aux souhaits de William Faulkner (folio junior, 1977)
- Le Lion de Joseph Kessel (Gallimard, 1978)
- Le chien et le cheval de Voltaire (Gallimard, 1979)
- Le Seigneur des anneaux de J. R. R. Tolkien (1000 Soleils, 1980)
- Les Mille et Une Nuits (Gallimard, 1981)
- Le roman de la momie de Théophile Gautier (Folio Junior, 1983)
- Les Contes de Charles Perrault ( Hatier, 1986)
- Les Contes des frères Grimm (Hatier, 1987)
- L'enfant d'Hiroshima de Isoko et Ichirô Hatano (Folio Junior, 1999)